# 21547 Kottapalli
21547 Kottapalli este un asteroid din centura principală de asteroizi.

## Descriere
21547 Kottapalli este un asteroid din centura principală de asteroizi. A fost descoperit pe 17 august 1998 la Socorro, New Mexico, în cadrul proiectului LINEAR. Asteroidul prezintă o orbită caracterizată de o semiaxă mare de 3,17 ua, o excentricitate de 0,14 și o înclinație de 0,3° în raport cu ecliptica.